# The Bodyguard
The Bodyguard is een film uit 1992, geregisseerd door Mick Jackson. De hoofdrollen werden gespeeld door Kevin Costner en Whitney Houston.

## Samenvatting
In haar filmdebuut speelt Whitney Houston de rol van Rachel Marron, een beroemde muziek/filmster. Iemand stuurt doodsbedreigingen, dringt haar huis binnen en masturbeert op haar bed, en plaatst een bom in haar kleedkamer. Daarom wordt Frank Farmer (Kevin Costner), een professionele lijfwacht, ingehuurd om haar te beschermen. Hij is een ex-lijfwacht van de presidenten Reagan en Carter, en zeer gewild als beveiliger van VIPs, hoewel hij zich schuldig voelt over het niet hebben kunnen verhinderen van de moordaanslag op Reagan.
De film volgt het leven van Rachel van optreden naar optreden. Tijdens elk optreden zingt ze een nummer (waaronder de hit I Will Always Love You) dat haar emotionele staat weergeeft. Aanvankelijk vindt Frank Rachel verwend en naïef, en vindt Rachel Frank paranoïde. Frank beschermt haar echter succesvol tegen al het gevaar, met name wanneer een optreden van haar in een rel ontaardt en hij haar moet wegdragen.
Daaropvolgend, misschien als resultaat van zijn bescherming en het vertrouwen dat zij in hem heeft, wordt Rachel verliefd op Frank. Ze gaan met elkaar naar bed maar Frank wil geen vaste relatie met Rachel omdat hij bang is dat dit hem slechter in staat stelt zijn werk te doen. Rachel is diep gekwetst en probeert uit wraak zelfs Franks collega Portman te versieren. Ze realiseert zich pas na een griezelig telefoontje van haar stalker hoe belangrijk haar veiligheid is. Ze last haar tournee af en ze vertrekt met haar zoontje Fletcher, haar zus Nicki, en de beveiliging naar de blokhut van Franks vader, die hen van harte verwelkomt. Zo hopen ze een paar dagen bij te kunnen komen.
In de hut probeert Nicki Frank te verleiden en is woedend wanneer hij haar afwijst. Al snel blijkt de stalker hen te zijn gevolgd. Zijn eerste moordpoging leidt bijna tot de dood van Fletcher, en Nicki bekent aan Frank dat ze een huurmoordenaar heeft ingehuurd uit jaloezie jegens haar beroemde zus. Ze voelt zich schuldig omdat haar neefje Fletcher bijna het slachtoffer geworden was, maar kan de opdracht echter niet meer terugdraaien omdat ze de huurmoordenaar niet kent. Bij een tweede poging dringt de moordenaar de hut binnen en doodt Nicki wanneer deze hem probeert tegen te houden. Bij terugkeer in de bewoonde wereld blijkt de stalker gearresteerd te zijn: hij kan dus niet dezelfde persoon zijn als de moordenaar, die nog steeds vrij rondloopt.
Bij de Oscaruitreiking ziet Frank een fotograaf die hem bekend voorkomt: het is zijn collega Portman. Hij realiseert zich dat Portman de moordenaar is en een als camera vermomd geweer op Rachel richt. Hij werpt zich voor Rachel en vangt de voor haar bestemde kogel op waarbij hij Portman zelf doodschiet.
Na zijn ontslag uit het ziekenhuis verlaat Frank Farmer de zangeres zo gauw het gevaar is geweken, zijn taak is voorbij. Ze nemen afscheid met een kus waarna Rachel met haar nieuwe lijfwacht het vliegtuig instapt. Frank gaat verder, naar de volgende klus.

## Rolverdeling
| Acteur                 | Personage       |
| ---------------------- | --------------- |
| Kevin Costner          | Frank Farmer    |
| Whitney Houston        | Rachel Marron   |
| Gary Kemp              | Sy Spector      |
| Bill Cobbs             | Bill Devaney    |
| Ralph Waite            | Herb Farmer     |
| Tomas Arana            | Greg Portman    |
| Michele Lamar Richards | Nicki Marron    |
| Mike Starr             | Tony Scipelli   |
| Christopher Birt       | Henry Adams     |
| DeVaughn Nixon         | Fletcher Marron |
| Gerry Bamman           | Ray Court       |
| Tony Pierce            | Dan             |
| Robert Wuhl            |                 |
| Richard Schiff         |                 |
| Chris Connelly         | zichzelf        |
| Debbie Reynolds        | zichzelf        |
| David Foster           |                 |

## Achtergrond
De film werd oorspronkelijk aangekondigd in 1976 met Steve McQueen en Diana Ross in de hoofdrollen. Nadat McQueen echter ziek werd van kanker, werd de film uitgesteld tot 1979, met nu Ryan O'Neal en Ross in de hoofdrollen. Het project haalde het niet vanwege de slechte relatie tussen de twee sterren. Kevin Costner zegt dat hij Frank Farmer heeft gebaseerd op Steve McQueen, zelfs zijn haar had hij zo geknipt.
Er werd overwogen Madonna te selecteren voor de rol van Rachel. De deal ging echter niet door vanwege een incident uit haar documentaire Truth or Dare. Het incident vond plaats in de scène waarin Madonna Kevin Costner ontmoet. Hij feliciteerde haar met haar optreden, ironisch, waarna hij haar show goed geregeld noemde. Toen Costner de kamer wilde verlaten begon Madonna op een minachtende manier te doen alsof ze moest braken.
Tijdens het opnemen van het nummer I Will Always Love You waren er wat problemen met het arrangeren van deze cover van Dolly Parton. De oplossing werd gevonden toen iemand opmerkte dat Whitney Houston het eerste couplet zonder instrumentale begeleiding kon doen. Deze versie wordt gebruikt in de film.
Oorspronkelijk zou het nummer dat Rachel zingt aan het einde van de film What becomes of the brokenhearted van Jimmy Ruffin zijn. Kort voor Houston deze versie op zou nemen gebruikte Paul Young het nummer ook voor de film Fried Green Tomatoes. Toen werd snel besloten dat het nummer I Will Always Love You zou worden (omdat Costner vond dat Houstons stem goed bij het nummer zou passen). Het oorspronkelijke nummer What Becomes of the Brokenhearted bleef Rachels nummer voor Frank in de boekuitgave van de film.

## Filmmuziek
De muziek van de film is een van de best verkochte aller tijden. Van de cd van The Bodyguard zijn meer dan 44 miljoen exemplaren wereldwijd verkocht. I Will Always Love You, oorspronkelijk gezongen door Dolly Parton, nu door Whitney Houston, is de succesvolste coverversie van een nummer aller tijden.

## Trivia
- Tijdens het filmen van de eindscène (waarin Houston op Costner afrent en hem zoent), moest de camera rijden over een rails, vervolgens wisselen naar een rails die in een cirkeltje om de twee heen lag. De eerste keer dat de scène werd gefilmd, viel de cameraman door de kracht van de camera terwijl die ronddraaide. De cameraman kwam weer overeind om terug bij de camera te komen (die nog steeds filmde en reed) en nam hem weer terug in zijn hand. Het was deze opname die uiteindelijk in de film werd gebruikt.
- Het huis van Rachel Marron is hetzelfde huis als in de paardenhoofd-scène van The Godfather.
- Tijdens de climax van de film, tijdens de fictieve Academy Awards, worden er meerdere winnaars aangekondigd. Bijvoorbeeld de Academy Award voor Beste Geluid, die werd uitgereikt aan Mychael Smith en Kay Colvin, die eigenlijk de "boom operator" en de "cable person" in de crew van de film waren. De Academy Award voor Beste Originele Nummer werd gewonnen door Nancy Garber, eigenlijk de researcher van de tekenafdeling van de film. Een van de andere (fictief) genomineerden is Leslie Moraes, de assistent van de locatiemanager.
- Er gingen lange tijd geruchten dat Prinses Diana in de race was voor de vrouwelijke hoofdrol in een vervolg op The Bodyguard. Kevin Costner zou opnieuw Frank Farmer spelen. De film kwam nooit tot uitvoering omdat Diana omkwam tijdens een auto-ongeluk, voordat de film tot ontwikkeling kon komen. Recenter zei Costner in een vraaggesprek nog steeds geïnteresseerd te zijn in een vervolg.